# Кото-де-Каса (Каліфорнія)
Кото-де-Каса (англ. Coto de Caza) — переписна місцевість (CDP) в США, в окрузі Орандж штату Каліфорнія. Населення — 14 710 осіб (2020).

## Географія
Кото-де-Каса розташоване за координатами 33°35′49″ пн. ш. 117°35′11″ зх. д. / 33.59694° пн. ш. 117.58639° зх. д. (33.597037, -117.586484). За даними Бюро перепису населення США в 2010 році переписна місцевість мала площу 20,65 км², з яких 20,59 км² — суходіл та 0,06 км² — водойми.

## Демографія
Згідно з переписом 2010 року, у переписній місцевості мешкало 14 866 осіб у 4736 домогосподарствах у складі 4190 родин. Густота населення становила 720 осіб/км². Було 4853 помешкання (235/км²).
Расовий склад населення:
| - 88,1 % — білих - 5,9 % — азіатів - 0,9 % — чорних або афроамериканців - 0,2 % — корінних американців - 0,1 % — вихідців з тихоокеанських островів - 1,2 % — осіб інших рас |

До двох чи більше рас належало 3,6 %. Частка іспаномовних становила 7,9 % від усіх жителів.
За віковим діапазоном населення розподілялося таким чином: 30,6 % — особи молодші 18 років, 61,5 % — особи у віці 18—64 років, 7,9 % — особи у віці 65 років та старші. Медіана віку мешканця становила 42,2 року. На 100 осіб жіночої статі у переписній місцевості припадало 96,8 чоловіків; на 100 жінок у віці від 18 років та старших — 95,1 чоловіків також старших 18 років.
Середній дохід на одне домашнє господарство становив 206 176 доларів США (медіана — 162 589), а середній дохід на одну сім'ю — 219 633 долари (медіана — 172 134). Медіана доходів становила 127 703 долари для чоловіків та 80 000 доларів для жінок. За межею бідності перебувало 3,6 % осіб, у тому числі 5,1 % дітей у віці до 18 років та 3,8 % осіб у віці 65 років та старших.
Цивільне працевлаштоване населення становило 6873 особи. Основні галузі зайнятості: науковці, спеціалісти, менеджери — 18,0 %, фінанси, страхування та нерухомість — 16,1 %, освіта, охорона здоров'я та соціальна допомога — 14,9 %.